# Maximiliano Sigales
Maximiliano Sigales Straneo (San Carlos, 30 settembre 1993) è un ex calciatore uruguaiano, di ruolo attaccante.

## Carriera
Ha giocato nella massima serie dei campionati uruguaiano ed argentino.